# Serolis serresi
Serolis serresi là một loài chân đều trong họ Serolidae. Loài này được Lucas miêu tả khoa học năm 1877.